# Église San Grato Vescovo d'Ivrée
L'église San Grato Vescovo est une église catholique située à Ivrée, au Piémont en Italie.

## Localisation
L'église se situe dans le quartier du Borghetto de la ville d'Ivrée, dans la ville métropolitaine de Turin, surplombant les eaux de la Doire Baltée en proximité du Ponte Vecchio. 

## Historique
L'église est construite au XVIIIe siècle et dédiée à saint Grat, deuxième évêque d'Aoste,.

## Architecture
La façade est caractérisée par des pilastres ioniques et est divisée en deux sections. Dans la section inférieure, on trouve le portail d'entrée donnant sur la rue Guido Gozzano, et dans la section supérieure, un grand oculus avec verre polychrome qui éclaire l'intérieur de l'église. La façade est couronnée par un grand fronton triangulaire partiellement brisé. Le clocher s'élève en position reculée sur la droite, et présente quatre fenêtres en arc en plein cintre, et une toiture pyramidale et incurvée. La partie absidiale du lieu de culte donne sur la rive droite de la Doire Baltée,.

## Galerie

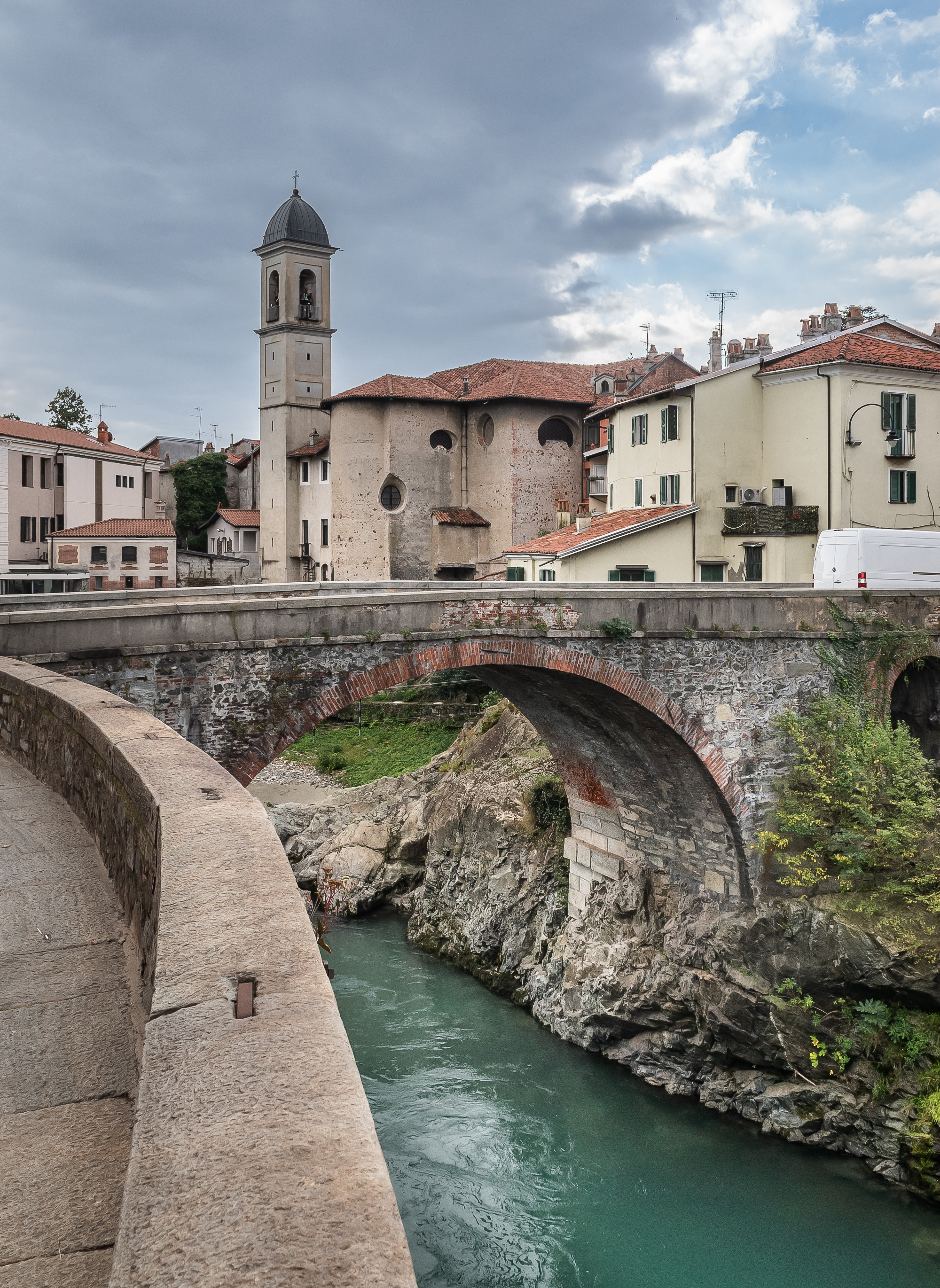
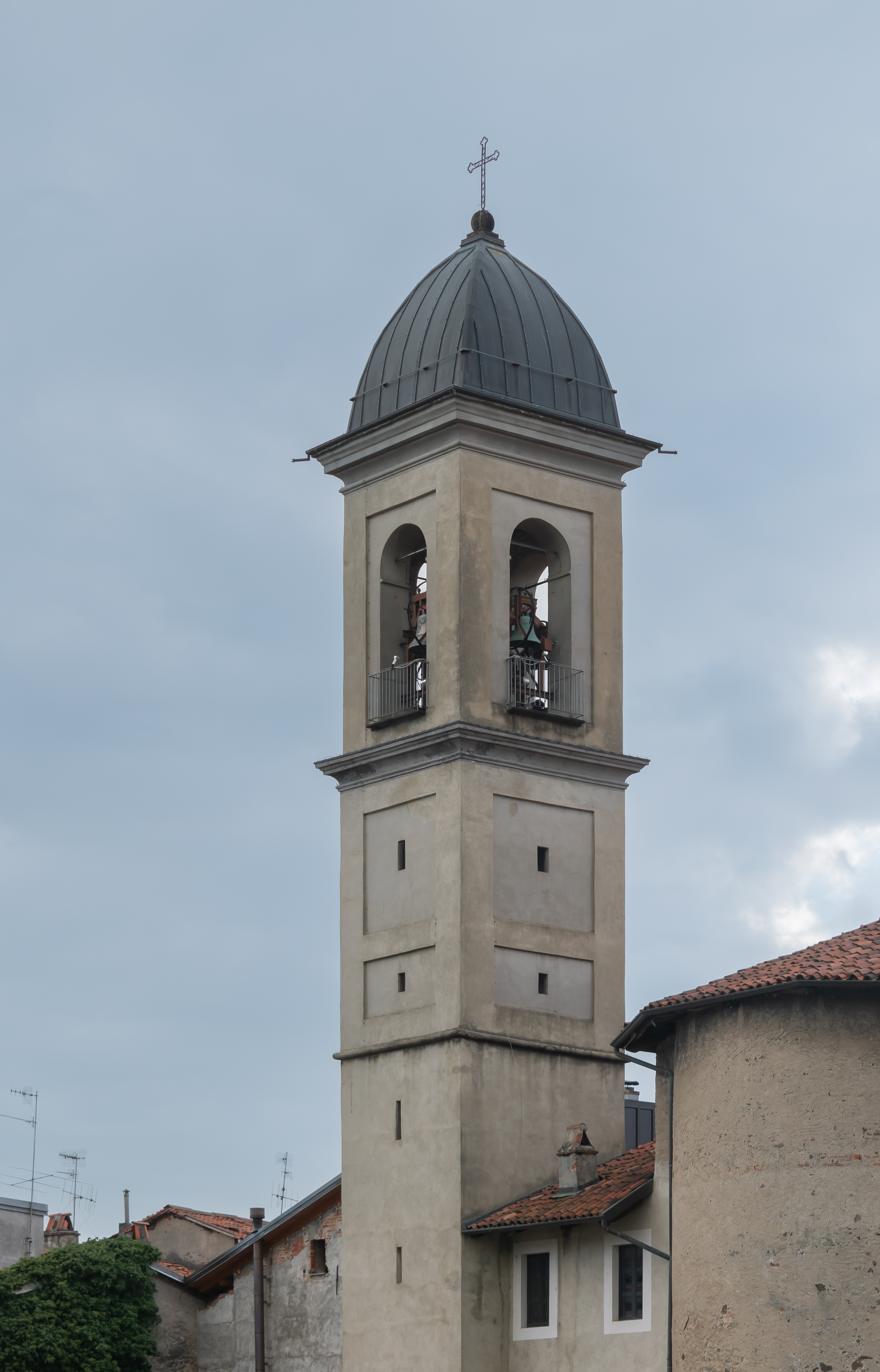
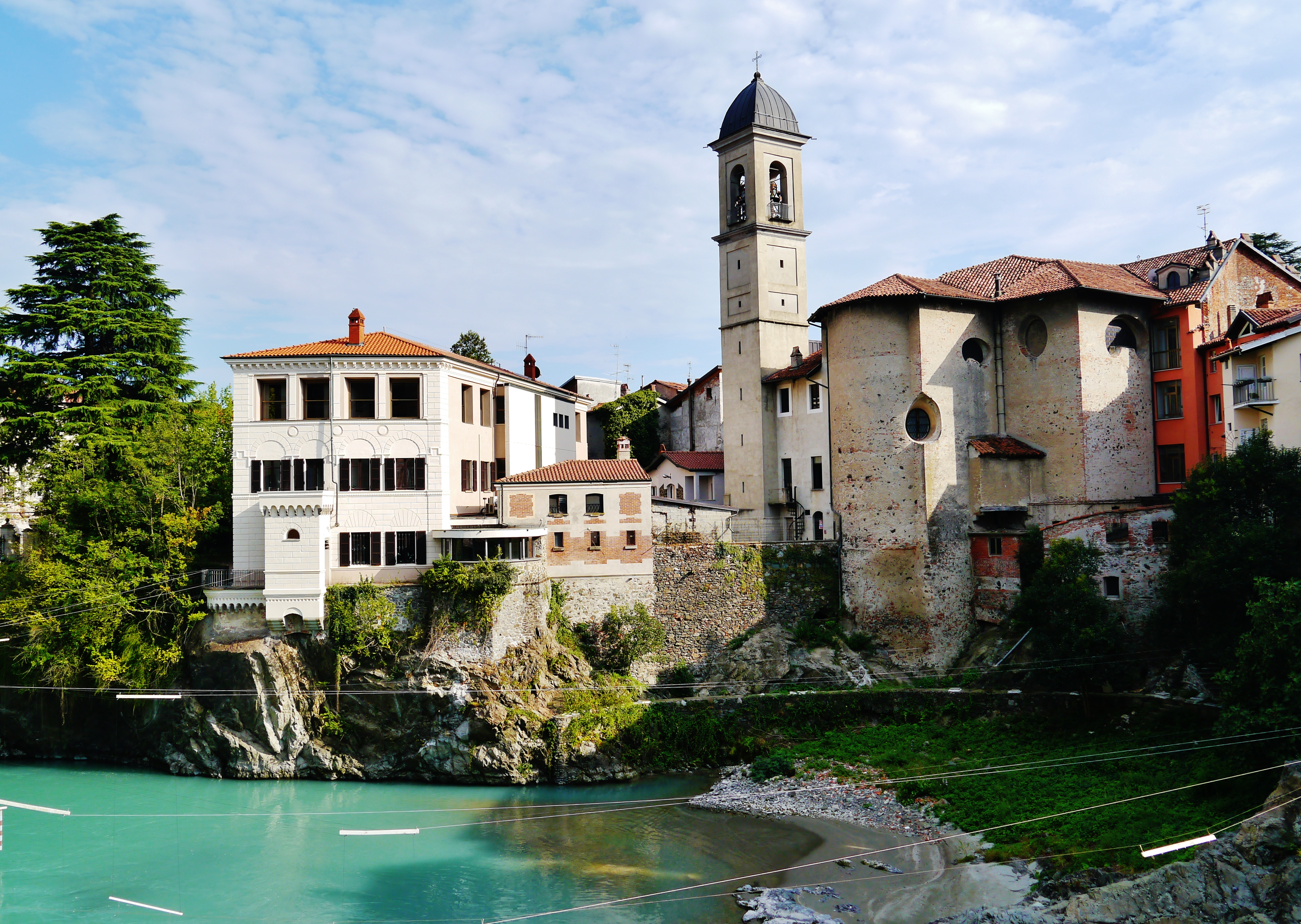